# Dan Mintz

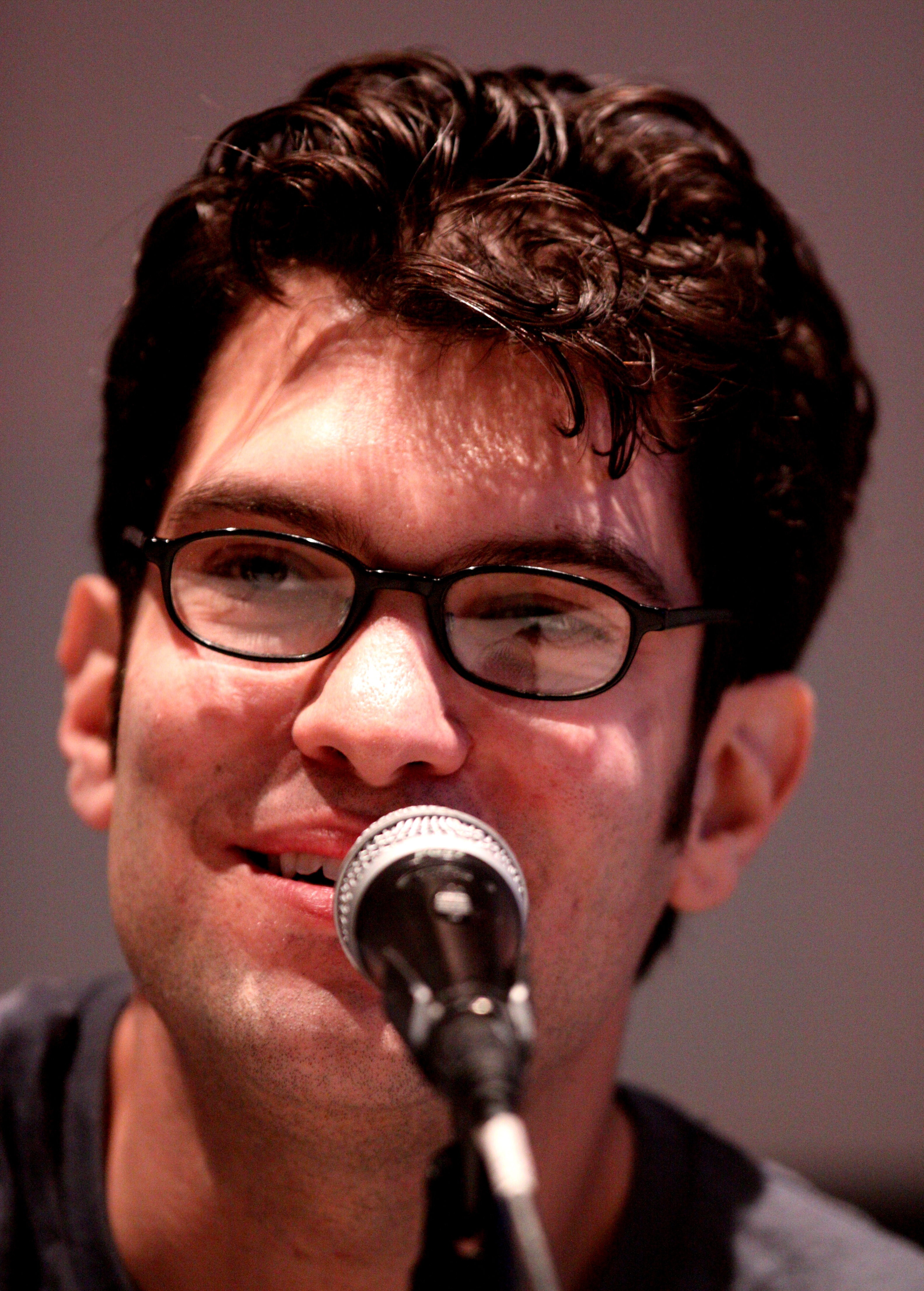
Mintz, 2010

Daniel "Dan" Mintz (nascido em 1981), é um dublador Americano.